# Kazinczy János Árpád
Kazinczy János Árpád (Temesvár, 1945. július 20.–) magyar szobrászművész, aki jelenleg Franciaországban (Vacqueyras) él és alkot.

## Élete
Apja Kazinczy János Antal festőművész, anyja, Schütt Franziska, a Temesvári Állami Német Színház színésznője, rendezője és a "Neuer Weg" (bukaresti napilap) újságírója volt. Temesváron a német elemi iskolába járt. 1956 nyarán apjához Budapestre költözött. A forradalom alatt a Széna téri harcok során, a Mártírok úti (ma Margit körút) lakásuk súlyosan megrongálódott, ezért decemberig barátoknál húzódtak meg, majd külön engedéllyel a Zsennyei Művésztelepen éltek 6 hónapon keresztül. Apjával júliusban elhagyta Magyarországot. Először  Bécsben, majd 1958-tól Nürnbergben (NSZK) éltek.
1960-tól 63-ig egy nyomdaipari szakmát tanult, majd a nürnbergi Képzőművészeti Főiskola hallgatója lett. Közben '68-ig apjával együtt dolgozott, arany- és ezüstékszert készítettek. Franciaországi letelepedésük után Párizsba költözött és az École Nationale Supérieure des Beaux-Art-on (Nemzeti Képzőművészeti Főiskola) folytatta tanulmányait. Francia állami ösztöndijban részesült. Mestere Etienne Martin szobrászművész volt. A párizsi nyolc esztendőt követően Avignonban élt. 1980-ban Vacqueyras-ban házat vett, melyben műhelyt és galériát létesített. Néhány éve műtermet alakított ki egy tolna megyei kisközségben is, ahová rendszeresen hazajár.

## Művészete
Az organikus absztrakció jellemző a kőből faragott munkáira. Ha fémmel dolgozik, keményebb geometrikusabb, konstruktivistább formák érvényesülnek. Színes famunkáinál (dobozok) ironikus és groteszk vonalak tűnnek föl.

## Egyéni kiállításai
- 1971 – Párizs, Maison des Beaux-Arts
- 1972 – Párizs, Galerie du Siècle, apjával
- 1980 – Bécs, Palais Palffy Internationaler Künstlerclub
- 1981 – Fontaine-de-Vaucluse (F), Galerie Hédon
- 1984 – Montpellier (F), Formes nouvelles
- 1997 – Vacqueyras (F), Mairie, apjával
- 1998 – Lyon, AR-Galerie, apjával

## Csoportos kiállítások (válogatás)
- 1973 – London, Golders Green Art Center
- 1983 – Hajdúböszörmény, Hajdúsági Galéria
- 2002 – Kőkapu (Pálháza), "KAPU-Symposion"
- 2003 – Sátoraljaújhely, Lavotta-ház Galéria,"Instrumentum II."
- 2003 – Párizs, Magyar Intézet, "Frontières et passages dans l'Art de la Médaille"
- 2005 – Budapest-Csepel, "Nemzetközi Acélszobor Fesztivál"

## Művek
- 1991 – Lauris (F) Maison du Grand Age – szökőkút (Vaucluse megye tanácsának a rendelése)
- Francia, német, osztrák, skót és magyar magángyűjteményekben találhatók.